# Daniella Deutscher
Daniella Maria Deutscher, née le 4 octobre 1975 à Bozeman, Montana, aussi appelée Daniella Wolters, est une actrice américaine connue pour avoir interprété le rôle de Julie Connor dans la série La fille de l'équipe (en) (en anglais : Hang Time), sitcom diffusée sur NBC entre 1995 et 2000.

## Biographie
Daniella Deutscher commença sa carrière d'actrice en jouant dans la série télévisée pour jeunes et adolescents Hang Time diffusée sur NBC entre 1995 et 2000. Son personnage de Julie Connor était la seule fille dans l'équipe masculine de basket,,,. Megan Parlen (en), sa partenaire dans Hang Time (en français : La fille de l'équipe) et elles furent les seules actrices à apparaître dans tous les épisodes de la série.
Daniella interpréta également le rôle de Wendy dans le film Forces spéciales d'Isaac Florentine (en) sorti en 2003. Elle jouait le rôle d'une journaliste américaine retenue en otage par un chef de guerre étranger. Elle apparut, en outre, dans la série télévisée Amour, Gloire et Beauté.
En 2006, elle épousa Jay Hernandez, son partenaire dans La fille de l'équipe,,.

## Filmographie
- 1995-2000 : Hang Time (série TV)
- 1995 : Drifting school
- 2003 : Special Forces
- 2005 : Las Vegas (série TV)
- 2006 : Aquaman (pilote de série TV)